# ياكوفليف ياك-11
ياكوفليف ياك-11 (بالإنجليزية: Yakovlev Yak-11)‏ هي طائرة تدريب كانت تستخدم بشكل أساسي من قبل القوات الجوية السوفيتية. كان أول طيران لها في 10 نوفمبر 1945. دخلت الخدمة في 1946، انتهت خدمتها في 1962. صنع منها 4,566 طائرة.